# В ожидании варваров
«В ожидании варваров» (англ. Waiting for the Barbarians) — роман южноафриканского писателя Джона Кутзее, впервые опубликованный в 1980 году. Роман был выбран Penguin Books для своей серии «Величайшие книги XX века», а также получил мемориальную премию Джеймса Тейта Блэка и мемориальную премию Джеффри Фабера за лучший фантастический роман. Позже произведение Кутзее легло в основу одноимённой оперы Филиппа Гласса, премьера которой состоялась в сентябре 2005 года в Эрфурте (Германия).
Название романа Кутзее позаимствовал у одноимённого стихотворения греческого поэта Константиноса Кавафиса.

## Сюжет
Повествование истории идёт от первого лица — неназванного магистрата маленького колониального городка, находящегося на самой границе «Империи». Его размеренная жизнь прерывается объявлением Империи чрезвычайного положения и приездом полковника Третьего отдела в связи со слухами, что коренные народы на границе, называемые колонистами варварами, готовятся к нападению на город. После недолгого расследования в городе Третий отдел организует экспедицию в земли, лежащие за границей Империи. В этой экспедиции полковник Джолл захватывает нескольких варваров и привозит их в город, где пытает и убивает пленных, а позже уезжает в столицу, чтобы подготовиться к более серьёзной кампании против варваров.
В то же время Магистрат начинает задаваться вопросом законности империализма и лично занимается лечением девушки-варвара, которая после пыток осталась хромой и практически слепой. У Магистрата зарождается интимная, однако не определённая связь с девушкой и, в итоге, он решает отвезти её обратно к племени. После долгого изнурительного путешествия по зимней пустыне, во время которой пара впервые занималась сексом, он доставляет девушку к её племени. В конце путешествия он задаёт ей вопрос, не хотела бы она вернуться обратно в город, но та отказывается. По возвращении назад Магистрат арестован Третьим отделом по подозрению в измене. В ожидании суда, который в условиях чрезвычайного положения отложен на неопределённый срок, Магистрат подвергается пыткам и издевательствам, но, когда ему удаётся достать ключ и выбраться на свободу, то понимает, что ему некуда идти и возвращается обратно в тюрьму.
После карательной экспедиции полковник Джолл с триумфом возвращается в город, приведя с собой несколько пленных варваров и проводит публичную экзекуцию. Хотя толпа с радостью участвует в пытках, Магистрат встаёт на защиту пленных и пытается прервать действие, но его останавливают. За его самодеятельность группа солдат подвешивает Магистрата на дерево за руки, что ещё больше приводит того к пониманию жестокости империализма. Эти пытки полностью лишают Магистрата духа и солдаты в насмешку разрешают ему бродить по городу, зная, что тот больше не причинит им никаких неприятностей. Однако с наступлением зимы, после сворачивания кампании против варваров, солдаты начинают покидать город. Магистрат делает ещё одну попытку наставить Джолла на правильный путь, но тот отказывается с ним разговаривать и покидает город с остатками солдат. В городе начинают расползаться слухи, что варвары вскоре нападут на город, и многие горожане с последними солдатами начинают покидать город. Магистрат же старается воодушевить оставшихся и помочь им подготовиться к зиме. Наступает зима, однако никаких свидетельств близящегося нападения варваров нет.

## Награды и номинации
После того, как Кутзее в 2003 году получил Нобелевскую премию по литературе, Penguin Books включили роман «В ожидании варваров» в свою серию «Величайшие книги XX века». Нобелевский комитет назвал роман «политическим триллером в лучших традициях Джозефа Конрада, в котором наивный идеалист открывает двери к ужасу».

## Экранизация
В октябре 2018 года стало известно, что компания Infinitum Nihil взялась за экранизацию романа Джона Кутзее. Продюсером фильма выступит Андреа Иерволино («До костей», «Венецианский купец»), главные роли исполнят Джонни Депп, Марк Райлэнс и Роберт Паттинсон. Режиссёр фильма — Сиро Герра («Объятия змея»). Съёмки начались в конце октября 2018 года в Марокко.
Премьера состоялась на Венецианском кинофестивале 6 сентября 2019 года, а массовый зритель увидел фильм 7 августа 2020 года.